# Colony Wars
Colony Wars è un videogioco di simulazione del 1997 sviluppato e pubblicato da Psygnosis per PlayStation. Il titolo è considerato un cult della console Sony, insieme a G-Police, altro gioco realizzato da Psygnosis.
Il videogioco ha ricevuto due sequel, Colony Wars: Vengeance (1998) e Colony Wars: Red Sun (2000).

## Sviluppo
Gran parte degli effetti grafici di Colony Wars sono stati scritti in assembly. La colonna sonora del gioco è realizzata da Tim Wright.